# Irene Naa Torshie Addo
Irene Naa Torshie Addo (sinh ngày 30 tháng 9 năm 1970) là một chính trị gia và luật sư người Ghana, cựu Thứ trưởng Bộ Ngoại giao và là thành viên của Nghị viện Quốc hội Tema West.

## Tuổi thơ
Irene Naa Torshie Addo sinh ra ở Osu, Accra, vào ngày 30 tháng 9 năm 1970.

## Giáo dục
bà là một luật sư chuyên nghiệp và đã nhận được bằng LLM (Nghiên cứu về giới và phát triển) từ Đại học Warwick năm 1999.

## Sự nghiệp
Là thành viên của Đảng Yêu nước mới, bà trở thành Thành viên của Quốc hội Ghana cho Tema West trong cuộc bầu cử năm 2008  và nhậm chức vào ngày 7 tháng 1 năm 2009 đến ngày 6 tháng 1 năm 2017 sau khi mất quyền bầu cử của Đảng Yêu nước mới cho Carlos Ahenkorah vào năm 2015.

## Cuộc sống cá nhân
Ly hôn với hai đứa con, bà ấy là người theo đạo Thiên chúa, là người theo đạo Báp-tít. Bà có hai cô con gái trong cuộc hôn nhân đầu tiên: Samantha và Simone và một cậu con trai nuôi Stanely. Người lớn nhất Samantha Abigail Nana Adobea Addo. Simone Antonia Naa Adoley Addo thứ hai. Người trẻ nhất Stanely Walter Kwamena Adom Addo.